# Ernest Jaubert
Ernest Jaubert, né le 3 juillet 1856 à Digne-les-Bains (Basses-Alpes) et mort le 25 décembre 1941 à Dolomieu (Isère), est un poète, conteur et écrivain dramatique français. 

## Biographie
Il fut conservateur de musée, et travailla en collaboration avec Léon Golschmann sous le pseudonyme collectif de Hellé (Léon et Ernest).
Il est inhumé en 1949 dans le cimetière parisien de Thiais.

## Œuvre
- Les Herbes de la Saint-Jean, poésies (1883)
- La Conquête de la mer, livre de lecture courante avec Louis Ernault (1894)
- Le Christ au désert, drame musical en 3 parties (1904)
- Grand Théâtre de Lyon-Armor, drame musical en 3 actes, avec Théodore Massiac (1905)
- Cent Ballades (1908)
- Cent Sonnets (1913)
- Cent Rondels (1925)
- Au soleil couchant. Hier et Demain (1926)

Traductions du russe au français
avec Ely Halpérine-Kaminsky :
- Au Caucase. Récits militaires, 1906

avec Léon Golschmann :
- Le Manteau de Nicolas Gogol, 1896
- Le Nez de Nicolas Gogol, 1896
- Quatre Jours sur le champ de bataille de Vsevolod Garchine, 1896
- Le Moine noir d'Anton Tchekhov, 1897
- Histoire d'une petite fille russe  de Vera Jelikhovskaia, 1897

Traduction du polonais au français
avec Léon Golschmann :
- Les Aventures du petit Jean, d'Élise Orzeszko, 1894[4]

Adaptations
- Contes populaires russes, 1913, Librairie Fernand Nathan, coll. « Contes et légendes de tous les pays »
- Récits du terroir russe, 1930, Librairie Fernand Nathan, coll. « Contes et légendes de tous les pays », réédité en 1971 sous le nom Contes et Légendes d'URSS, série : « Le Monde », titre modifié en Contes et Légendes de l'URSS en 1972.

## Distinctions
- 1931 :  Officier de la Légion d'honneur[5].

De l'Académie française
- 1904 : Prix Archon-Despérouses
- 1910 : Prix Maillé-Latour-Landry
- 1918 : Prix Toirac pour Andromaque et Pélée
- 1929 : Prix d’Académie

Prix Lasserre (littérature) en 1929